# 奈良労働局

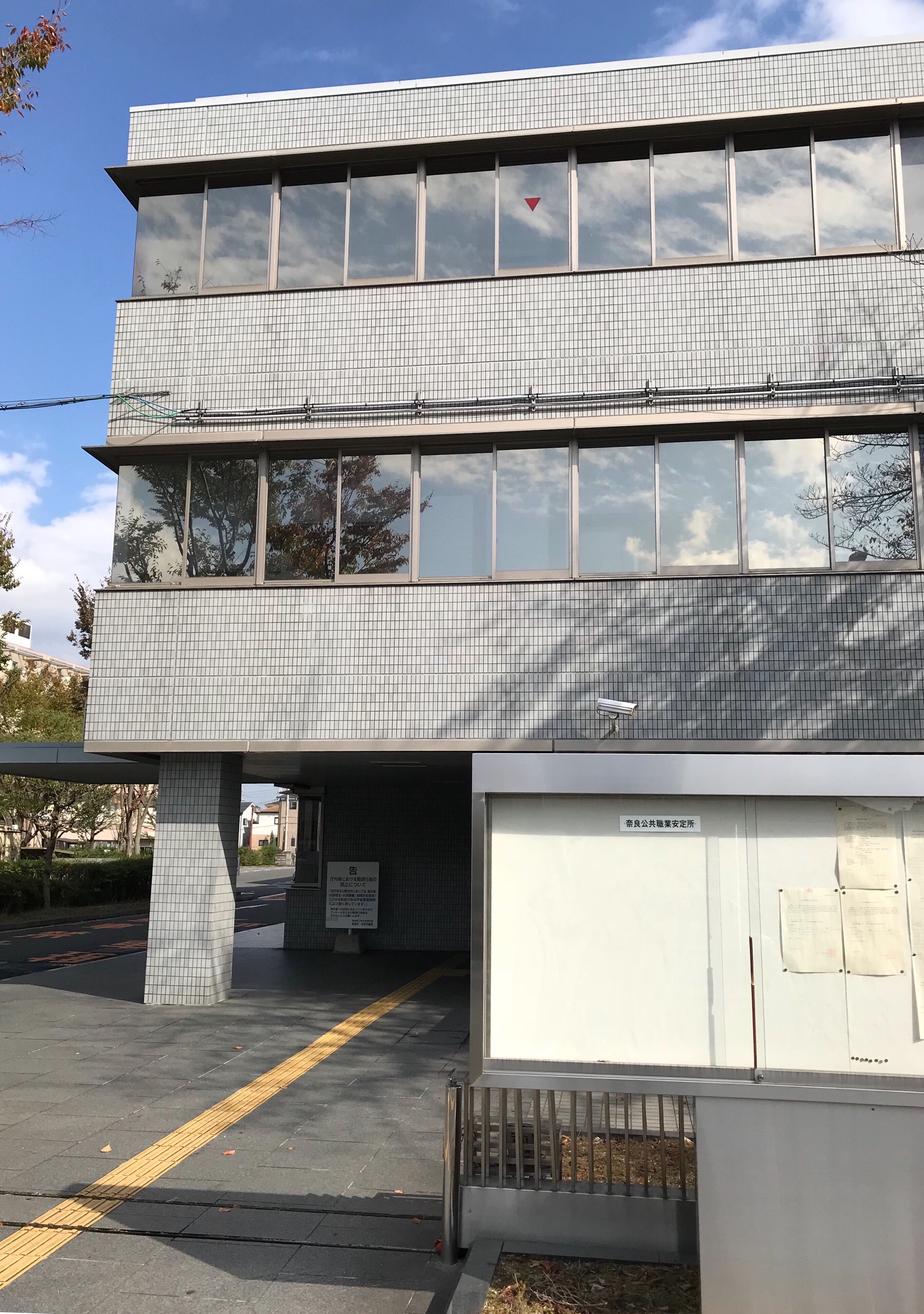
奈良第3地方合同庁舎

奈良労働局（ならろうどうきょく）は、奈良県奈良市にある日本の都道府県労働局で、奈良県を管轄している。

## 所在地
- 本局 奈良県奈良市法蓮387 奈良第3地方合同庁舎

## 組織
局長
- 総務部
  - 総務課、企画室、労働保険徴収室
- 労働基準部
  - 監督課、健康安全課、賃金室、労災補償課
- 職業安定部
  - 職業安定課、職業対策課、求職者支援室、需給調整事業室
- 雇用均等室

## 出先機関
- 労働基準監督署（4署）
  - 奈良労働基準監督署（奈良市）
  - 葛城労働基準監督署（大和高田市）
  - 桜井労働基準監督署（桜井市）
  - 大淀労働基準監督署（吉野郡大淀町）

- 公共職業安定所（ハローワーク、5所）
  - 奈良公共職業安定所（奈良市）
  - 大和高田公共職業安定所（大和高田市）
  - 桜井公共職業安定所（桜井市）
  - 下市公共職業安定所（吉野郡下市町）
  - 大和郡山公共職業安定所（大和郡山市）

## 管轄
- 奈良県全域

## 不祥事
2015年2月、非常勤職員の採用で不正があったとして50代の労働局専門職の男性職員が減給10分の1（1ヶ月）の懲戒処分となった。労働局によると、2014年3月上旬、同4月から1年間勤務する非常勤職員1人を追加公募した際、職員はハローワークの職員に指示し求人情報を数分間だけ公開、その間に労働局で当時非常勤で働いていた女性に応募させた。職員は「不適切なことをしたとは思わない。結果として良い人材を採れた」と話しているという。